# In Your Eyes (film)
Pour les articles homonymes, voir In Your Eyes.
Pour plus de détails, voir Fiche technique et Distribution.
In Your Eyes est une comédie romantique de science-fiction américaine réalisée par Brin Hill et sortie en avril 2014 en VOD (en version originale avec des sous-titres optionnels en 6 langues).
Le film a été distribué sur Internet après sa première au Festival du film de Tribeca 2014, sans distribution dans les salles. En France, le film ne peut pas sortir en salles en raison de sa disponibilité sur l'internet. Il est visible en VOST sur la plate-forme de VOD Netflix. Par suite, à sa sortie, il n'est pas répertorié dans les bases de données françaises comme AlloCiné, La Cinémathèque française, Télérama, BDFCI, etc.

## Synopsis
C'est l'histoire d'une femme, Rebecca Porter, et d'un homme, Dylan Kershaw, qui, depuis qu'ils sont enfants, peuvent voir ce que l'autre voit au même moment, lorsque l'un d'entre eux est sous le coup d'une émotion, mais ils ne comprennent pas ce que cela signifie. Une fois adultes, ils découvrent que ce qu'ils voient est la vie d'une autre personne, non pas le fruit de leur imagination. Ils se parlent et deviennent amis. Et cette amitié va changer leurs vies...

## Fiche technique
- Titre original : In Your Eyes
- Titre français : In Your Eyess
- Titre québécois  :

- Réalisation : Brin Hill
- Scénario : Joss Whedon
- Direction artistique : Cindy Chao et Michele Yu
- Décors : Sue Tinkham
- Costumes : Mirren Gordon-Crozier
- Photographie : Elisha Christian
- Son : Sean Oakley
- Montage : Steven Pilgrim
- Musique : Tony Morales
- Production : Kai Cole et Michael Roiff
- Société(s) de production : Bellwether Pictures et Night and Day Pictures
- Société(s) de distribution : Vimeo
- Budget :
- Pays de production :  États-Unis
- Langue : Anglais
- Format : Couleurs - numérique - 16/9 - Son Dolby numérique
- Genre : Comédie romantique de science-fiction
- Durée : 106 min
- Date de sortie : 
  - Monde : 20 avril 2014

## Distribution
- Zoe Kazan : Rebecca Porter
- Michael Stahl-David : Dylan Kershaw
- Mark Feuerstein : Phillip Porter
- Steve Howey : Bo Soames
- David Gallagher : Lyle Soames
- Steve Harris : Giddons
- Nikki Reed : Donna
- Michael Yebba : Chief Booth
- Reed Birney : Dr. Maynard
- Joe Unger : Wayne
- Tamara Hickey : Dorothy
- Jennifer Grey : Diane
- Liz Stauber : Susan
- Richard Riehle : M. Padgham
- Christopher Randolph : Mike
- Bill Thorpe : Stan
- Cress Williams : Jake
- Dakota Shepard : La mère de Rebecca
- Kiera Gruttadauria : Rebecca jeune
- Alexander Kravec : Dylan jeune
- Jake Hopkins : Bo jeune
- Braden Fitzgerald : Lyle jeune
- Preston Bailey : Clay
- Travis Howard : Professeur
- Stephen Monroe Taylor : homme ivre

## Accueil critique
La production a choisi l'effet de surprise en annonçant, lors de la première du film le 20 avril 2014, que le film sort directement en VOD. 
Par suite, à sa sortie, le film n'a pas encore fait l'objet de critiques dans les médias traditionnels.

## Distinctions

### Nominations et sélections
- Festival du film de Tribeca 2014